# Světový pohár v běhu na lyžích
Světový pohár v běhu na lyžích je každoroční dlouhodobá soutěž v běhu na lyžích probíhající v zimní sezóně, obvykle od listopadu do března. Soutěž je oficiálně pořadána pod hlavičkou Mezinárodní lyžařské federace (FIS) od sezóny 1981/82, muži však soutěžili neoficiálně od sezóny 1973/74, ženy od sezóny 1978/79.
Za vítězství v celkovém hodnocení je udělován velký křišťálový glóbus, podobně jako třeba v alpském lyžování. Od sezóny 1996/97 jsou udělovány také malé křišťálové glóby nejlepším závodníkům v hodnocení sprintů a distančních běhů. V sezóně 2014/15 přibyly ještě malé křišťálové glóby pro nejlepšího závodníka a závodnici do 23 let.

## Jednotlivé závody
U každého závodu je předem určeno, zda se jede klasickým či volným stylem. Ve skiatlonu se první polovina závodu jede klasickým stylem, druhá polovina závodu volně. Ve štafetě se obvykle první dva úseky jedou klasickým stylem, druhé dva úseky volně.

### Individuální sprinty
Závody na krátkých okruzích (muži 1 – 1,8 km, ženy 0,8 – 1,6 km). Závod začíná kvalifikací, která se jede na jeden okruh jako závod s intervalovým startem. Nejlepších 30 závodníků postupuje do vyřazovací fáze. Ta se skládá z čtvrtfinále, semifinále a finále. V jednom závodě vyřazovací fáze nastupuje obvykle šest závodníků, kteří spolu jedou jedno kolo. Postupový klíč musí být dán předem: obvykle nejlepší závodníci z každého běhu postupují přímo, semifinálovou či finálovou kvótu pak doplní závodníci, kteří nedosáhli na přímý postup, ale z přímo nepostupujících měli nejlepší časy.

### Sprinty dvojic
Jezdí se na stejných okruzích jako individuální sprinty. Ve sprintu dvojic se závodníci střídají podobně jako ve štafetě a každý odjede 3 až 6 okruhů (konkrétní počet musí být stanoven předem). Obvykle se nejede kvalifikace, ale rovnou semifinále a následně finále. Počet týmů v jednotlivých bězích není striktně vymezen.

### Distanční závody
Závody na běžné trati – může jít jak o okruh (s minimální délkou 2,5 km), který se objede vícekrát, tak o neopakující se trať. Obvyklé délky tratí jsou 15, 30 a 50 km u mužů a 10, 15 a 30 km u žen. Může jít jak o závody s intervalovým startem, tak o závody s hromadným startem, případně i o stíhací závody.

### Štafety
Štafety jsou závody čtyřčlenných týmů, jednotliví závodníci se na trati postupně vystřídají. Běžná délka ženské štafety je 4×5 km, u mužské štafety je to 4×10 m.

## Víceetapové závody
Skládají se z více etap, tedy z několika individuálních závodů. Obvykle jsou kombinovány různé typy závodů, tedy jak sprint, tak distanční závody. Za umístění v etapě se uděluje méně bodů než za umístění v běžném individuálním závodě, ovšem udělují se speciální body za umístění v celkovém hodnocení víceetapového závodu (viz sekce Bodování níže).

### Nordic Opening
Koná se od sezóny 2010/11 vždy v úvodu sezóny (konec listopadu či začátek prosince) ve Skandinávii, nemusí však jít o úplně první závody sezóny. Skládá se obvykle ze tří etap: úvodního sprintu, distančního závodu na 10 či 15 km a závěrečného stíhacího závodu. Pořadatelství se vystřídalo mezi finským Kuusamem, norským Lillehammerem a finskou Rukou. V případě, že se závod jede v Ruce, je označován též jako Ruka Triple.

### Tour de Ski
Pořádá se na přelomu prosince a ledna od sezóny 2006/07. Skládá se až z devíti etap (maximum dosažené na Tour de Ski 2011/2012) v několika zemích, které zahrnují prolog, sprinty, distanční závody a závěrečný stíhací závod s výstupem do sjezdovky Alpe Cermis v italském Val di Fiemme. Mezi pořádajícími zeměmi jsou tradičně Německo (Oberstdorf, Oberhof, Mnichov), kde Tour obvykle začíná a Itálie (Asiago, Toblach, Val di Fiemme), kde Tour tradičně končí. Mezi pořadatele patřilo v úvodních letech také Česko (Nové Město na Moravě, Praha), naposledy se zde však etapa Tour de Ski konala v sezóně 2009/10. Od sezóny 2012/13 je mezi pořadateli také Švýcarsko (Lenzerheide, Val Müstair).
Název je inspirován cyklistickou Tour de France.

### Finále Světového poháru
Koná se od sezóny 2007/08, speciální bodové ohodnocení pro vítěze celého Finále bylo zavedeno v sezóně 2008/09. Nejčastějším místem konání je Švédsko (Stockholm, Falun). Výjimkou byly sezóny 2007/08, kdy se Finále jelo v italském Bormiu, sezóna 2014/15, kdy se ve Falunu konalo mistrovství světa a následný závěr Světového poháru neměl tradiční etapový formát, a sezóny 2015/16 a 2016/17, kdy se pohárové finále konalo v Kanadě (Gatineau, Montréal, Québec, Lake Louise, Canmore). Finále Světového poháru se obvykle skládá ze tří až čtyř závodů: úvodní sprint, poté distanční závody a závěrečný stíhací závod. Výjimkou byla sezóna 2015/16, kdy se vyvrcholení SP odehrávalo v Kanadě pod názvem Ski Tour Canada a skádalo se z celkem 8 závodů: 3 sprinty a 5 distančních.

## Bodování
Tabulka ukazuje bodování jednotlivých závodů v sezóně 2017/18. Sprint dvojic a štafeta se započítávají do Poháru národů, nikoliv však do individuálního hodnocení jednotlivých závodníků. Bonusové body mohou být udělovány v závodech s hromadným startem za umístění na předem určených metách v průběhu závodu.
Závody na mistrovství světa či olympijských hrách nejsou součástí Světového poháru a nebodují se.
| Umístění             | 1.  | 2.  | 3.  | 4.  | 5.  | 6.  | 7.  | 8.  | 9.  | 10. | 11. | 12. | 13. | 14. | 15. | 16. | 17. | 18. | 19. | 20. | 21. | 22. | 23. | 24. | 25. | 26. | 27. | 28. | 29. | 30. |
|                      |     |     |     |     |     |     |     |     |     |     |     |     |     |     |     |     |     |     |     |     |     |     |     |     |     |     |     |     |     |     |
| individuální závod   | 100 | 80  | 60  | 50  | 45  | 40  | 36  | 32  | 29  | 26  | 24  | 22  | 20  | 18  | 16  | 15  | 14  | 13  | 12  | 11  | 10  | 9   | 8   | 7   | 6   | 5   | 4   | 3   | 2   | 1   |
| sprint dvojic        | 100 | 80  | 60  | 50  | 45  | 40  | 36  | 32  | 29  | 26  | 24  | 22  | 20  | 18  | 16  | 15  | 14  | 13  | 12  | 11  | 10  | 9   | 8   | 7   | 6   | 5   | 4   | 3   | 2   | 1   |
|                      |     |     |     |     |     |     |     |     |     |     |     |     |     |     |     |     |     |     |     |     |     |     |     |     |     |     |     |     |     |     |
| Nordic Opening       | 200 | 160 | 120 | 100 | 90  | 80  | 72  | 64  | 58  | 52  | 48  | 44  | 40  | 36  | 32  | 30  | 28  | 26  | 24  | 22  | 20  | 18  | 16  | 14  | 12  | 10  | 8   | 6   | 4   | 2   |
| Finále SP            | 200 | 160 | 120 | 100 | 90  | 80  | 72  | 64  | 58  | 52  | 48  | 44  | 40  | 36  | 32  | 30  | 28  | 26  | 24  | 22  | 20  | 18  | 16  | 14  | 12  | 10  | 8   | 6   | 4   | 2   |
| štafeta              | 200 | 160 | 120 | 100 | 90  | 80  | 72  | 64  | 58  | 52  | 48  | 44  | 40  | 36  | 32  | 30  | 28  | 26  | 24  | 22  | 20  | 18  | 16  | 14  | 12  | 10  | 8   | 6   | 4   | 2   |
|                      |     |     |     |     |     |     |     |     |     |     |     |     |     |     |     |     |     |     |     |     |     |     |     |     |     |     |     |     |     |     |
| Tour de Ski          | 400 | 320 | 240 | 200 | 180 | 160 | 144 | 128 | 116 | 104 | 96  | 88  | 80  | 72  | 64  | 60  | 56  | 52  | 48  | 44  | 40  | 36  | 32  | 28  | 24  | 20  | 16  | 12  | 8   | 4   |
|                      |     |     |     |     |     |     |     |     |     |     |     |     |     |     |     |     |     |     |     |     |     |     |     |     |     |     |     |     |     |     |
| etapa Nordic Opening | 50  | 46  | 43  | 40  | 37  | 34  | 32  | 30  | 28  | 26  | 24  | 22  | 20  | 18  | 16  | 15  | 14  | 13  | 12  | 11  | 10  | 9   | 8   | 7   | 6   | 5   | 4   | 3   | 2   | 1   |
| etapa Tour de Ski    | 50  | 46  | 43  | 40  | 37  | 34  | 32  | 30  | 28  | 26  | 24  | 22  | 20  | 18  | 16  | 15  | 14  | 13  | 12  | 11  | 10  | 9   | 8   | 7   | 6   | 5   | 4   | 3   | 2   | 1   |
| etapa Finále SP      | 50  | 46  | 43  | 40  | 37  | 34  | 32  | 30  | 28  | 26  | 24  | 22  | 20  | 18  | 16  | 15  | 14  | 13  | 12  | 11  | 10  | 9   | 8   | 7   | 6   | 5   | 4   | 3   | 2   | 1   |
|                      |     |     |     |     |     |     |     |     |     |     |     |     |     |     |     |     |     |     |     |     |     |     |     |     |     |     |     |     |     |     |
| bonusové body        | 15  | 12  | 10  | 8   | 6   | 5   | 4   | 3   | 2   | 1   |     |     |     |     |     |     |     |     |     |     |     |     |     |     |     |     |     |     |     |     |

## Vítězové

### Celkové hodnocení

#### Muži
| Sezóna     | Vítěz                      | 2. místo               | 3. místo                |
| ---------- | -------------------------- | ---------------------- | ----------------------- |
| 1973/74[a] | Ivar Formo                 | Juha Mieto             | Eduard Hauser           |
| 1974/75[a] | Oddvar Brå                 | Odd Martinsen          | Juha Mieto              |
| 1975/76[a] | Juha Mieto                 | Arto Koivisto          | Ivar Formo              |
| 1976/77[a] | Thomas Wassberg            | Juha Mieto             | Thomas Magnusson        |
| 1977/78[a] | Sven-Åke Lundbäck          | Lars-Erik Eriksen      | Magne Myrmo             |
| 1978/79[b] | Oddvar Brå (2)             | Lars-Erik Eriksen      | Sven-Åke Lundbäck       |
| 1979/80[a] | Juha Mieto (2)             | Thomas Wassberg        | Lars-Erik Eriksen       |
| 1980/81[b] | Alexandr Zavjalov          | Oddvar Brå             | Ove Aunli               |
| 1981/82    | Bill Koch                  | Thomas Wassberg        | Harri Kirvesniemi       |
| 1982/83    | Alexandr Zavjalov (2)      | Gunde Svan             | Bill Koch               |
| 1983/84    | Gunde Svan                 | Thomas Wassberg        | Harri Kirvesniemi       |
| 1984/85    | Gunde Svan (2)             | Tor Håkon Holte        | Ove Aunli               |
| 1985/86    | Gunde Svan (3)             | Torgny Mogren          | Vladimir Smirnov        |
| 1986/87    | Torgny Mogren              | Thomas Wassberg        | Gunde Svan              |
| 1987/88    | Gunde Svan (4)             | Torgny Mogren          | Pål Gunnar Mikkelsplass |
| 1988/89    | Gunde Svan (5)             | Vegard Ulvang          | Torgny Mogren           |
| 1989/90    | Vegard Ulvang              | Gunde Svan             | Bjørn Dæhlie            |
| 1990/91    | Vladimir Smirnov           | Torgny Mogren          | Bjørn Dæhlie            |
| 1991/92    | Bjørn Dæhlie               | Vegard Ulvang          | Vladimir Smirnov        |
| 1992/93    | Bjørn Dæhlie (2)           | Vladimir Smirnov       | Vegard Ulvang           |
| 1993/94    | Vladimir Smirnov (2)       | Bjørn Dæhlie           | Jari Isometsä           |
| 1994/95    | Bjørn Dæhlie (3)           | Vladimir Smirnov       | Silvio Fauner           |
| 1995/96    | Bjørn Dæhlie (4)           | Vladimir Smirnov       | Jari Isometsä           |
| 1996/97    | Bjørn Dæhlie (5)           | Mika Myllylä           | Fulvio Valbusa          |
| 1997/98    | Thomas Alsgaard            | Bjørn Dæhlie           | Vladimir Smirnov        |
| 1998/99    | Bjørn Dæhlie (6            | Michail Botvinov       | Mika Myllylä            |
| 1999/00    | Johann Mühlegg             | Jari Isometsä          | Odd-Bjørn Hjelmeset     |
| 2000/01    | Per Elofsson               | Johann Mühlegg         | Thomas Alsgaard         |
| 2001/02    | Per Elofsson (2)           | Thomas Alsgaard        | Anders Aukland          |
| 2002/03    | Mathias Fredriksson        | René Sommerfeldt       | Jörgen Brink            |
| 2003/04    | René Sommerfeldt           | Mathias Fredriksson    | Jens Arne Svartedal     |
| 2004/05    | Axel Teichmann             | Vincent Vittoz         | Tor Arne Hetland        |
| 2005/06    | Tobias Angerer             | Jens Arne Svartedal    | Tor Arne Hetland        |
| 2006/07    | Tobias Angerer (2)         | Alexandr Legkov        | Eldar Rønning           |
| 2007/08    | Lukáš Bauer                | René Sommerfeldt       | Pietro Piller Cottrer   |
| 2008/09    | Dario Cologna              | Petter Northug         | Ola Vigen Hattestad     |
| 2009/10    | Petter Northug             | Lukáš Bauer            | Marcus Hellner          |
| 2010/11    | Dario Cologna (2)          | Petter Northug         | Daniel Rickardsson      |
| 2011/12    | Dario Cologna (3)          | Devon Kershaw          | Petter Northug          |
| 2012/13    | Petter Northug (2)         | Alexandr Legkov        | Dario Cologna           |
| 2013/14    | Martin Johnsrud Sundby     | Alexandr Legkov        | Alex Harvey             |
| 2014/15    | Dario Cologna (4)          | Petter Northug         | Calle Halfvarsson       |
| 2015/16    | Martin Johnsrud Sundby (2) | Petter Northug         | Finn Hågen Krogh        |
| 2016/17    | Martin Johnsrud Sundby (3) | Sergej Usťugov         | Alex Harvey             |
| 2017/18    | Johannes Høsflot Klæbo     | Dario Cologna          | Martin Johnsrud Sundby  |
| 2018/19    | Johannes Høsflot Klæbo (2) | Alexandr Bolšunov      | Sjur Røthe              |
| 2019/20    | Alexandr Bolšunov          | Johannes Høsflot Klæbo | Pål Golberg             |
| 2020/21    | Alexandr Bolšunov (2)      | Ivan Jakimuškin        | Johannes Høsflot Klæbo  |
| 2021/22    | Johannes Høsflot Klæbo (3) | Alexandr Bolšunov      | Iivo Niskanen           |
| 2022/23    | Johannes Høsflot Klæbo (4) | Pål Golberg            | Federico Pellegrino     |
| 2023/24    | Harald Østberg Amundsen    | Johannes Høsflot Klæbo | Erik Valnes             |
| 2024/25    | Johannes Høsflot Klæbo (5) | Edvin Anger            | Erik Valnes             |

a. 123456 neoficiální Světový pohár
b. 12 zkušební Světový pohár

#### Ženy
| Sezóna     | Vítězka                        | 2. místo                       | 3. místo                         |
| ---------- | ------------------------------ | ------------------------------ | -------------------------------- |
| 1978/79[a] | Galina Kulakovová              | Raisa Smetaninová              | Zinaida Amosovová                |
| 1979/80    | nekonalo se                    | nekonalo se                    | nekonalo se                      |
| 1980/81[a] | Raisa Smetaninová              | Berit Aunli                    | Květoslava Jeriová-Pecková       |
| 1981/82    | Berit Aunli                    | Brit Pettersenová              | Květoslava Jeriová-Pecková       |
| 1982/83    | Marja-Liisa Hämäläinenová      | Brit Pettersenová              | Květoslava Jeriová-Pecková       |
| 1983/84    | Marja-Liisa Hämäläinenová (2)  | Raisa Smetaninová              | Anne Jahren                      |
| 1984/85    | Anette Bøe                     | Grete Ingeborg Nykkelmová      | Brit Pettersenová                |
| 1985/86    | Marjo Matikainenová            | Marianne Dahlmo                | Brit Pettersenová                |
| 1986/87    | Marjo Matikainenová (2)        | Anfisa Rezcovová               | Marianne Dahlmo                  |
| 1987/88    | Marjo Matikainenová (3)        | Marie-Helene Westinová         | Marja-Liisa Kirvesniemiová[b]    |
| 1988/89    | Jelena Välbeová                | Alžbeta Havrančíková           | Tamara Tichonovová               |
| 1989/90    | Larisa Lazutinová              | Jelena Välbeová                | Trude Dybendahlová               |
| 1990/91    | Jelena Välbeová (2)            | Stefania Belmondová            | Ljubov Jegorovová                |
| 1991/92    | Jelena Välbeová (3)            | Stefania Belmondová            | Ljubov Jegorovová                |
| 1992/93    | Ljubov Jegorovová              | Jelena Välbeová                | Stefania Belmondová              |
| 1993/94    | Manuela Di Centaová            | Ljubov Jegorovová              | Jelena Välbeová                  |
| 1994/95    | Jelena Välbeová (4)            | Nina Gavriljuková              | Larisa Lazutinová                |
| 1995/96    | Manuela Di Centaová (2)        | Jelena Välbeová                | Larisa Lazutinová                |
| 1996/97    | Jelena Välbeová (5)            | Stefania Belmondová            | Kateřina Neumannová              |
| 1997/98    | Larisa Lazutinová (2)          | Bente Martinsenová             | Stefania Belmondová              |
| 1998/99    | Bente Martinsenová             | Stefania Belmondová            | Nina Gavriljuková                |
| 1999/00    | Bente Martinsenová (2)         | Kristina Šmigunová             | Larisa Lazutinová                |
| 2000/01    | Julija Čepalovová              | Bente Skariová[c]              | Larisa Lazutinová                |
| 2001/02    | Bente Skariová[c] (3)          | Kateřina Neumannová            | Stefania Belmondová              |
| 2002/03    | Bente Skariová[c] (4)          | Kristina Šmigunová             | Gabriella Paruzziová             |
| 2003/04    | Gabriella Paruzziová           | Marit Bjørgenová               | Valentyna Ševčenková             |
| 2004/05    | Marit Bjørgenová               | Kateřina Neumannová            | Virpi Kuitunenová                |
| 2005/06    | Marit Bjørgenová (2)           | Beckie Scottová                | Julija Čepalovová                |
| 2006/07    | Virpi Kuitunenová              | Marit Bjørgenová               | Kateřina Neumannová              |
| 2007/08    | Virpi Kuitunenová (2)          | Astrid Jacobsenová             | Justyna Kowalczyková             |
| 2008/09    | Justyna Kowalczyková           | Petra Majdičová                | Aino-Kaisa Saarinenová           |
| 2009/10    | Justyna Kowalczyková (2)       | Marit Bjørgenová               | Petra Majdičová                  |
| 2010/11    | Justyna Kowalczyková (3)       | Marit Bjørgenová               | Arianna Follisová                |
| 2011/12    | Marit Bjørgenová (3)           | Justyna Kowalczyková           | Therese Johaugová                |
| 2012/13    | Justyna Kowalczyková (4)       | Therese Johaugová              | Kikkan Randallová                |
| 2013/14    | Therese Johaugová              | Marit Bjørgenová               | Astrid Uhrenholdtová Jacobsenová |
| 2014/15    | Marit Bjørgenová (4)           | Therese Johaugová              | Heidi Wengová                    |
| 2015/16    | Therese Johaugová (2)          | Ingvild Flugstadová Østbergová | Heidi Wengová                    |
| 2016/17    | Heidi Wengová                  | Krista Pärmäkoskiová           | Ingvild Flugstadová Østbergová   |
| 2017/18    | Heidi Wengová (2)              | Jessica Digginsová             | Ingvild Flugstadová Østbergová   |
| 2018/19    | Ingvild Flugstadová Østbergová | Natalja Něprjajevová           | Therese Johaugová                |
| 2019/20    | Therese Johaugová (3)          | Heidi Wengová                  | Natalja Něprjajevová             |
| 2020/21    | Jessica Digginsová             | Julija Stupaková               | Ebba Anderssonová                |
| 2021/22    | Natalja Něprjajevová           | Jessica Digginsová             | Ebba Anderssonová                |
| 2022/23    | Tiril Udnes Wengová            | Jessica Digginsová             | Kerttu Niskanenová               |
| 2023/24    | Jessica Digginsová (2)         | Linn Svahnová                  | Frida Karlssonová                |
| 2024/25    | Jessica Digginsová (3)         | Victoria Carlová               | Kerttu Niskanenová               |

a. 12 zkušební Světový pohár
b. 1 Marja-Liisa Kirvesniemiová (rozená Hämälainenová) se provdala Harriho Kirvesniemiho v roce 1984.
c. 123 Bente Skariová (rozená Martinsenová) se provdala za Geira Skariho v roce 1999.

### Sprinty

#### Muži
| Sezóna  | Vítěz                      | 2. místo               | 3. místo               |
| ------- | -------------------------- | ---------------------- | ---------------------- |
| 1996/97 | Bjørn Dæhlie               | Fulvio Valbusa         | Silvio Fauner          |
| 1997/98 | Thomas Alsgaard            | Bjørn Dæhlie           | Vladimir Smirnov       |
| 1998/99 | Bjørn Dæhlie (2)           | Odd-Bjørn Hjelmeset    | Mathias Fredriksson    |
| 1999/00 | Morten Brørs               | Odd-Bjørn Hjelmeset    | Håvard Solbakken       |
| 2000/01 | Jan Jacob Verdenius        | Cristian Zorzi         | Tor Arne Hetland       |
| 2001/02 | Trond Iversen              | Jens Arne Svartedal    | Cristian Zorzi         |
| 2002/03 | Thobias Fredriksson        | Tor Arne Hetland       | Lauri Pyykönen         |
| 2003/04 | Thobias Fredriksson (2)    | Jens Arne Svartedal    | Håvard Bjerkeli        |
| 2004/05 | Tor Arne Hetland           | Eldar Rønning          | Trond Iversen          |
| 2005/06 | Björn Lind                 | Thobias Fredriksson    | Tor Arne Hetland       |
| 2006/07 | Jens Arne Svartedal        | Trond Iversen          | Emil Jönsson           |
| 2007/08 | Ola Vigen Hattestad        | Emil Jönsson           | John Kristian Dahl     |
| 2008/09 | Ola Vigen Hattestad (2)    | Renato Pasini          | Tor Arne Hetland       |
| 2009/10 | Emil Jönsson               | Petter Northug         | Alexej Petuchov        |
| 2010/11 | Emil Jönsson (2)           | Ola Vigen Hattestad    | Jesper Modin           |
| 2011/12 | Teodor Peterson            | Nikolaj Morilov        | Eirik Brandsdal        |
| 2012/13 | Emil Jönsson (3)           | Petter Northug         | Nikita Krjukov         |
| 2013/14 | Ola Vigen Hattestad (3)    | Eirik Brandsdal        | Josef Wenzl            |
| 2014/15 | Finn Hågen Krogh           | Eirik Brandsdal        | Federico Pellegrino    |
| 2015/16 | Federico Pellegrino        | Petter Northug         | Finn Hågen Krogh       |
| 2016/17 | Johannes Høsflot Klæbo     | Federico Pellegrino    | Sindre Bjørnestad Skar |
| 2017/18 | Johannes Høsflot Klæbo (2) | Federico Pellegrino    | Lucas Chanavat         |
| 2018/19 | Johannes Høsflot Klæbo (3) | Federico Pellegrino    | Eirik Brandsdal        |
| 2019/20 | Johannes Høsflot Klæbo     | Erik Valnes            | Pål Golberg            |
| 2020/21 | Federico Pellegrino (2)    | Gleb Retivych          | Alexandr Bolšunov      |
| 2021/22 | Richard Jouve              | Johannes Høsflot Klæbo | Lucas Chanavat         |
| 2022/23 | Johannes Høsflot Klæbo     | Lucas Chanavat         | Even Northug           |
| 2023/24 | Johannes Høsflot Klæbo (6) | Erik Valnes            | Lucas Chanavat         |
| 2024/25 | Johannes Høsflot Klæbo (7) | Erik Valnes            | Edvin Anger            |

#### Ženy
| Sezóna  | Vítězka                          | 2. místo                       | 3. místo                       |
| ------- | -------------------------------- | ------------------------------ | ------------------------------ |
| 1996/97 | Stefania Belmondová              | Jelena Välbeová                | Kateřina Neumannová            |
| 1997/98 | Bente Martinsenová               | Larisa Lazutinová              | Stefania Belmondová            |
| 1998/99 | Bente Martinsenová (2)           | Kateřina Neumannová            | Kristina Šmigunová             |
| 1999/00 | Bente Martinsenová (3)           | Anita Moenová                  | Kristina Šmigunová             |
| 2000/01 | Bente Skariová[a] (4)            | Pirjo Muranenová               | Manuela Henkelová              |
| 2001/02 | Bente Skariová[a] (5)            | Anita Moenová                  | Kateřina Neumannová            |
| 2002/03 | Marit Bjørgenová                 | Bente Skariová[a]              | Pirjo Muranenová               |
| 2003/04 | Marit Bjørgenová (2)             | Gabriella Paruzziová           | Anna Dahlbergová               |
| 2004/05 | Marit Bjørgenová (3)             | Virpi Kuitunenová              | Anna Dahlbergová               |
| 2005/06 | Marit Bjørgenová (4)             | Ella Gjømle                    | Beckie Scottová                |
| 2006/07 | Virpi Kuitunenová                | Petra Majdičová                | Natalia Matvějevová            |
| 2007/08 | Petra Majdičová                  | Astrid Jacobsenová             | Virpi Kuitunenová              |
| 2008/09 | Petra Majdičová (2)              | Arianna Follisová              | Pirjo Muranenová               |
| 2009/10 | Justyna Kowalczyková             | Marit Bjørgenová               | Petra Majdičová                |
| 2010/11 | Petra Majdičová (3)              | Arianna Follisová              | Kikkan Randallová              |
| 2011/12 | Kikkan Randallová                | Maiken Caspersenová Fallaová   | Marit Bjørgenová               |
| 2012/13 | Kikkan Randallová (2)            | Justyna Kowalczyková           | Ingvild Flugstadová Østbergová |
| 2013/14 | Kikkan Randallová (3)            | Denise Herrmannová             | Marit Bjørgenová               |
| 2014/15 | Marit Bjørgenová (5)             | Ingvild Flugstadová Østbergová | Maiken Caspersenová Fallaová   |
| 2015/16 | Maiken Caspersenová Fallaová     | Ingvild Flugstadová Østbergová | Stina Nilssonová               |
| 2016/17 | Maiken Caspersenová Fallaová (2) | Stina Nilssonová               | Hanna Falková                  |
| 2017/18 | Maiken Caspersenová Fallaová (3) | Stina Nilssonová               | Sophie Caldwellová             |
| 2018/19 | Stina Nilssonová                 | Maiken Caspersenová Fallaová   | Maja Dahlqvistová              |
| 2019/20 | Linn Svahnová                    | Jonna Sundlingová              | Anamarija Lampičová            |
| 2020/21 | Anamarija Lampičová              | Nadine Fähndrichová            | Linn Svahnová                  |
| 2021/22 | Maja Dahlqvistová                | Anamarija Lampičová            | Jonna Sundlingová              |
| 2022/23 | Maja Dahlqvistová (2)            | Nadine Fähndrichová            | Tiril Udnes Wengová            |
| 2023/24 | Linn Svahnová (2)                | Kristine Stavås Skistadová     | Jonna Sundlingová              |
| 2024/25 | Jasmi Joensuu                    | Nadine Fähndrichová            | Maja Dahlqvistová              |

a. 123 Bente Skariová (rozená Martinsenová) se provdala za Geira Skariho v roce 1999

### Distanční závody

#### Muži
| Sezóna     | Vítěz                      | 2. místo                | 3. místo               |
| ---------- | -------------------------- | ----------------------- | ---------------------- |
| 1996/97[a] | Mika Myllylä               | Bjørn Dæhlie            | Vladimir Smirnov       |
| 1997/98[a] | Thomas Alsgaard            | Bjørn Dæhlie            | Mika Myllylä           |
| 1998/99[a] | Michail Botvinov           | Bjørn Dæhlie            | Mika Myllylä           |
| 1999/00    | nehodnoceno                | nehodnoceno             | nehodnoceno            |
| 2000/01    | nehodnoceno                | nehodnoceno             | nehodnoceno            |
| 2001/02    | nehodnoceno                | nehodnoceno             | nehodnoceno            |
| 2002/03    | nehodnoceno                | nehodnoceno             | nehodnoceno            |
| 2003/04    | René Sommerfeldt           | Mathias Fredriksson     | Frode Estil            |
| 2004/05    | Axel Teichmann             | Vincent Vittoz          | Tobias Angerer         |
| 2005/06    | Tobias Angerer             | Vincent Vittoz          | Anders Södergren       |
| 2006/07    | Tobias Angerer (2)         | Vincent Vittoz          | Odd-Bjørn Hjelmeset    |
| 2007/08    | Lukáš Bauer                | Pietro Piller Cottrer   | René Sommerfeldt       |
| 2008/09    | Pietro Piller Cottrer      | Dario Cologna           | Petter Northug         |
| 2009/10    | Petter Northug             | Lukáš Bauer             | Marcus Hellner         |
| 2010/11    | Dario Cologna              | Daniel Rickardsson      | Lukáš Bauer            |
| 2011/12    | Dario Cologna (2)          | Devon Kershaw           | Alexandr Legkov        |
| 2012/13    | Alexandr Legkov            | Dario Cologna           | Petter Northug         |
| 2013/14    | Martin Johnsrud Sundby     | Alexandr Legkov         | Daniel Rickardsson     |
| 2014/15    | Dario Cologna (3)          | Martin Johnsrud Sundby  | Jevgenij Bělov         |
| 2015/16    | Martin Johnsrud Sundby (2) | Maurice Manificat       | Niklas Dyrhaug         |
| 2016/17    | Martin Johnsrud Sundby (3) | Alex Harvey             | Matti Heikkinen        |
| 2017/18    | Dario Cologna (4)          | Martin Johnsrud Sundby  | Hans Christer Holund   |
| 2018/19    | Alexandr Bolšunov          | Sjur Røthe              | Martin Johnsrud Sundby |
| 2019/20    | Alexandr Bolšunov (2)      | Sjur Røthe              | Iivo Niskanen          |
| 2020/21    | Alexandr Bolšunov (3)      | Ivan Jakimuškin         | Simen Hegstad Krüger   |
| 2021/22    | Iivo Niskanen              | Alexandr Bolšunov       | Johannes Høsflot Klæbo |
| 2022/23    | Pål Golberg                | Johannes Høsflot Klæbo  | Didrik Tønseth         |
| 2023/24    | Harald Østberg Amundsen    | Johannes Høsflot Klæbo  | Pål Golberg            |
| 2024/25    | Simen Hegstad Krüger       | Martin Løwstrøm Nyenget | Hugo Lapalus           |

a. 123 pořádáno pod názvem Světový pohár na dlouhých tratích

#### Ženy
| Sezóna     | Vítězka                  | 2. místo                       | 3. místo                       |
| ---------- | ------------------------ | ------------------------------ | ------------------------------ |
| 1996/97[a] | Jelena Välbeová          | Stefania Belmondová            | Nina Gavriljuková              |
| 1997/98[a] | Larisa Lazutinová        | Stefania Belmondová            | Olga Danilovová                |
| 1998/99[a] | Kristina Šmigunová       | Stefania Belmondová            | Larisa Lazutinová              |
| 1999/00    | nehodnoceno              | nehodnoceno                    | nehodnoceno                    |
| 2000/01    | nehodnoceno              | nehodnoceno                    | nehodnoceno                    |
| 2001/02    | nehodnoceno              | nehodnoceno                    | nehodnoceno                    |
| 2002/03    | nehodnoceno              | nehodnoceno                    | nehodnoceno                    |
| 2003/04    | Valentyna Ševčenková     | Gabriella Paruzziová           | Kristina Šmigunová             |
| 2004/05    | Marit Bjørgenová         | Kateřina Neumannová            | Kristina Šmigunová             |
| 2005/06    | Julija Čepalovová        | Kateřina Neumannová            | Beckie Scottová                |
| 2006/07    | Virpi Kuitunenová        | Kateřina Neumannová            | Aino-Kaisa Saarinenová         |
| 2007/08    | Virpi Kuitunenová (2)    | Valentyna Ševčenková           | Justyna Kowalczyková           |
| 2008/09    | Justyna Kowalczyková     | Aino-Kaisa Saarinenová         | Marianna Longa                 |
| 2009/10    | Justyna Kowalczyková (2) | Marit Bjørgenová               | Kristin Størmer Steiraová      |
| 2010/11    | Justyna Kowalczyková (3) | Marit Bjørgenová               | Therese Johaugová              |
| 2011/12    | Marit Bjørgenová (2)     | Justyna Kowalczyková           | Therese Johaugová              |
| 2012/13    | Justyna Kowalczyková (4) | Therese Johaugová              | Kristin Størmer Steiraová      |
| 2013/14    | Therese Johaugová        | Marit Bjørgenová               | Kerttu Niskanenová             |
| 2014/15    | Marit Bjørgenová (3)     | Therese Johaugová              | Heidi Wengová                  |
| 2015/16    | Therese Johaugová (2)    | Heidi Wengová                  | Ingvild Flugstadová Østbergová |
| 2016/17    | Heidi Wengová            | Marit Bjørgenová               | Krista Pärmäkoskiová           |
| 2017/18    | Heidi Wengová (2)        | Ingvild Flugstadová Østbergová | Jessica Digginsová             |
| 2018/19    | Therese Johaugová        | Ingvild Flugstadová Østbergová | Natalja Něprjajevová           |
| 2019/20    | Therese Johaugová        | Heidi Wengová                  | Ebba Anderssonová              |
| 2020/21    | Jessica Digginsová       | Ebba Anderssonová              | Julija Stupaková               |
| 2021/22    | Therese Johaugová (5)    | Frida Karlssonová              | Krista Pärmäkoskiová           |
| 2022/23    | Kerttu Niskanenová       | Jessica Digginsová             | Tiril Udnes Wengová            |
| 2023/24    | Jessica Digginsová (2)   | Victoria Carlová               | Ebba Anderssonová              |
| 2024/25    | Jessica Digginsová (3)   | Astrid Øyre Slind              | Victoria Carlová               |

a. 123 pořádáno pod názvem Světový pohár na dlouhých tratích

### Závodníci do 23 let

#### Muži
| Sezóna  | Vítěz                      | 2. místo              | 3. místo              |
| ------- | -------------------------- | --------------------- | --------------------- |
| 2014/15 | Francesco De Fabiani       | Sergej Usťugov        | Sondre Turvoll Fossli |
| 2015/16 | Francesco De Fabiani (2)   | Sondre Turvoll Fossli | Richard Jouve         |
| 2016/17 | Johannes Høsflot Klæbo     | Jens Burman           | Lucas Chanavat        |
| 2017/18 | Johannes Høsflot Klæbo (2) | Alexandr Bolšunov     | Alexej Červotkin      |
| 2018/19 | Johannes Høsflot Klæbo (3) | Alexandr Bolšunov     | Denis Spicov          |
| 2019/20 | Hugo Lapalus               | Alexandr Terentěv     | Verneri Suhonen       |
| 2020/21 | Hugo Lapalus (2)           | Gus Schumacher        | Alexandr Terentěv     |
| 2021/22 | Alexandr Terentěv          | Friedrich Moch        | William Poromaa       |
| 2022/23 | Ben Ogden                  | William Poromaa       | Edvin Anger           |
| 2023/24 | Edvin Anger                | Elia Barp             | Zanden McMullen       |
| 2024/25 | Edvin Anger (2)            | Mathis Desloges       | Oskar Opstad Vike     |

#### Ženy
| Sezóna  | Vítězka               | 2. místo                   | 3. místo                   |
| ------- | --------------------- | -------------------------- | -------------------------- |
| 2014/15 | Stina Nilssonová      | Teresa Stadloberová        | Nathalie von Siebenthalová |
| 2015/16 | Stina Nilssonová (2)  | Nathalie von Siebenthalová | Teresa Stadloberová        |
| 2016/17 | Anamarija Lampičová   | Julija Bělorukovová        | Nadine Fähndrichová        |
| 2017/18 | Natalja Něprjajevová  | Anastasia Sedovová         | Ebba Anderssonová          |
| 2018/19 | Ebba Anderssonová     | Tiril Udnes Wengová        | Marija Istomina            |
| 2019/20 | Ebba Anderssonová (2) | Linn Svahnová              | Frida Karlssonová          |
| 2020/21 | Linn Svahnová         | Helene Marie Fossesholmová | Frida Karlssonová          |
| 2021/22 | Frida Karlssonová     | Helene Marie Fossesholmová | Kristine Stavås Skistadová |
| 2022/23 | Patrīcija Eidukaová   | Margrethe Berganeová       | Maria Hartz Mellingová     |
| 2023/24 | Margrethe Berganeová  | Nadja Kälinová             | Anja Weberová              |
| 2024/25 | Helen Hoffmannová     | Liliane Gagnonová          | Marta Rosenbergová         |

### Pohár národů
Do Poháru národů jsou započítávány bodované výsledky všech mužských i ženských závodníků z dané země.
| Sezóna  | Vítěz         | 2. místo       | 3. místo      | Vítěz - muži | Vítěz - ženy  |
| ------- | ------------- | -------------- | ------------- | ------------ | ------------- |
| 1981/82 | Norsko        | Československo | Švédsko       | Norsko       | Norsko        |
| 1982/83 | Norsko        | Sovětský svaz  | Finsko        | Norsko       | Norsko        |
| 1983/84 | Norsko        | Sovětský svaz  | Švédsko       | Norsko       | Norsko        |
| 1984/85 | Norsko        | Švédsko        | Sovětský svaz | Norsko       | Norsko        |
| 1985/86 | Norsko        | Švédsko        | Sovětský svaz | Švédsko      | Norsko        |
| 1986/87 | Švédsko       | Norsko         | Sovětský svaz | Švédsko      | Norsko        |
| 1987/88 | Švédsko       | Sovětský svaz  | Norsko        | Švédsko      | Sovětský svaz |
| 1988/89 | Sovětský svaz | Švédsko        | Norsko        | Švédsko      | Sovětský svaz |
| 1989/90 | Sovětský svaz | Norsko         | Švédsko       | Norsko       | Sovětský svaz |
| 1990/91 | Sovětský svaz | Norsko         | Švédsko       | Norsko       | Sovětský svaz |
| 1991/92 | Norsko        | Rusko          | Itálie        | Norsko       | Rusko         |
| 1992/93 | Norsko        | Rusko          | Itálie        | Norsko       | Rusko         |
| 1993/94 | Norsko        | Rusko          | Itálie        | Norsko       | Rusko         |
| 1994/95 | Rusko         | Norsko         | Itálie        | Norsko       | Rusko         |
| 1995/96 | Rusko         | Norsko         | Itálie        | Norsko       | Rusko         |
| 1996/97 | Norsko        | Rusko          | Itálie        | Norsko       | Rusko         |
| 1997/98 | Norsko        | Rusko          | Itálie        | Norsko       | Rusko         |
| 1998/99 | Norsko        | Rusko          | Švédsko       | Norsko       | Rusko         |
| 1999/00 | Norsko        | Rusko          | Itálie        | Norsko       | Rusko         |
| 2000/01 | Norsko        | Rusko          | Itálie        | Norsko       | Rusko         |
| 2001/02 | Norsko        | Rusko          | Itálie        | Norsko       | Norsko        |
| 2002/03 | Norsko        | Německo        | Švédsko       | Švédsko      | Norsko        |
| 2003/04 | Norsko        | Německo        | Itálie        | Norsko       | Norsko        |
| 2004/05 | Norsko        | Německo        | Rusko         | Norsko       | Norsko        |
| 2005/06 | Norsko        | Švédsko        | Německo       | Norsko       | Norsko        |
| 2006/07 | Norsko        | Německo        | Finsko        | Norsko       | Finsko        |
| 2007/08 | Norsko        | Finsko         | Německo       | Norsko       | Norsko        |
| 2008/09 | Norsko        | Finsko         | Itálie        | Norsko       | Finsko        |
| 2009/10 | Norsko        | Rusko          | Švédsko       | Norsko       | Norsko        |
| 2010/11 | Norsko        | Švédsko        | Rusko         | Norsko       | Norsko        |
| 2011/12 | Norsko        | Rusko          | Švédsko       | Rusko        | Norsko        |
| 2012/13 | Norsko        | Rusko          | Švédsko       | Rusko        | Norsko        |
| 2013/14 | Norsko        | Rusko          | Švédsko       | Norsko       | Norsko        |
| 2014/15 | Norsko        | Rusko          | Švédsko       | Norsko       | Norsko        |
| 2015/16 | Norsko        | Rusko          | Finsko        | Norsko       | Norsko        |
| 2016/17 | Norsko        | Švédsko        | Finsko        | Norsko       | Norsko        |
| 2017/18 | Norsko        | Švédsko        | Rusko         | Norsko       | Norsko        |
| 2018/19 | Norsko        | Rusko          | Švédsko       | Norsko       | Norsko        |
| 2019/20 | Norsko        | Rusko          | Švédsko       | Norsko       | Norsko        |
| 2020/21 | Rusko         | Norsko         | Švédsko       | Rusko        | Švédsko       |
| 2021/22 | Norsko        | Švédsko        | Rusko         | Norsko       | Švédsko       |
| 2022/23 | Norsko        | Švédsko        | Finsko        | Norsko       | Norsko        |
| 2023/24 | Norsko        | Švédsko        | Finsko        | Norsko       | Švédsko       |
| 2024/25 | Norsko        | Švédsko        | Finsko        | Norsko       | Norsko        |

## Nejvíce vítězství v jednotlivých závodech
Poslední aktualizace: 28. ledna 2018

### Muži
| Pořadí | Závodník               | Kariéra   | Závod SP  | Závod SP | Závod SP | Etapa závodu SP (Nordic Opening, Tour de Ski, Finále SP) | Etapa závodu SP (Nordic Opening, Tour de Ski, Finále SP) | Etapa závodu SP (Nordic Opening, Tour de Ski, Finále SP) | Celkem |
| Pořadí | Závodník               | Kariéra   | Vítězství | Distance | Sprinty  | Vítězství                                                | Distance                                                 | Sprinty                                                  | Celkem |
| ------ | ---------------------- | --------- | --------- | -------- | -------- | -------------------------------------------------------- | -------------------------------------------------------- | -------------------------------------------------------- | ------ |
| 1      | Bjørn Dæhlie           | 1989–1999 | 46        | 45       | 1        | –                                                        | –                                                        | –                                                        | 46     |
| 2      | Petter Northug         | 2005–2017 | 20        | 14       | 6        | 18                                                       | 15                                                       | 3                                                        | 38     |
| 3      | Gunde Svan             | 1983–1991 | 30        | 30       | –        | –                                                        | –                                                        | –                                                        | 30     |
|        | Vladimir Smirnov       | 1982–1999 | 30        | 30       | –        | –                                                        | –                                                        | –                                                        | 30     |
|        | Martin Johnsrud Sundby | 2005–     | 19        | 19       | –        | 11                                                       | 11                                                       | –                                                        | 30     |
| 6      | Johannes Høsflot Klæbo | 2016–     | 17        | 6        | 11       | 10                                                       | 5                                                        | 5                                                        | 27     |
| 7      | Dario Cologna          | 2007–     | 15        | 13       | 2        | 11                                                       | 11                                                       | –                                                        | 26     |
| 8      | Lukáš Bauer            | 1997–2016 | 11        | 11       | –        | 7                                                        | 7                                                        | –                                                        | 18     |
| 9      | Emil Jönsson           | 2003–2018 | 13        | –        | 13       | 3                                                        | –                                                        | 3                                                        | 16     |
| 10     | Torgny Mogren          | 1983–1998 | 13        | 13       | –        | –                                                        | –                                                        | –                                                        | 13     |
|        | Thomas Alsgaard        | 1993–2003 | 13        | 11       | 2        | –                                                        | –                                                        | –                                                        | 13     |
|        | Tor Arne Hetland       | 1995–2009 | 11        | 2        | 9        | 2                                                        | –                                                        | 2                                                        | 13     |
|        | Axel Teichmann         | 1998–2014 | 8         | 8        | –        | 5                                                        | 5                                                        | –                                                        | 13     |
|        | Ola Vigen Hattestad    | 2003–2016 | 13        | –        | 13       | –                                                        | –                                                        | –                                                        | 13     |
|        | Sergej Usťugov         | 2013–     | 4         | 2        | 2        | 9                                                        | 6                                                        | 3                                                        | 13     |
|        | Federico Pellegrino    | 2010–     | 9         | –        | 9        | 4                                                        | –                                                        | 4                                                        | 13     |
| 17     | Jens Arne Svartedal    | 1997–2010 | 12        | 1        | 11       | –                                                        | –                                                        | –                                                        | 12     |
|        | Alexej Poltoranin      | 2004–     | 5         | 4        | 1        | 7                                                        | 7                                                        | –                                                        | 12     |
| 19     | Per Elofsson           | 1996–2003 | 11        | 11       | –        | –                                                        | –                                                        | –                                                        | 11     |
|        | Tobias Angerer         | 1998–2014 | 11        | 11       | –        | –                                                        | –                                                        | –                                                        | 11     |
|        | Eldar Rønning          | 2003–2015 | 7         | 4        | 3        | 4                                                        | 3                                                        | 1                                                        | 11     |
| 22     | Mika Myllylä           | 1992–2005 | 10        | 10       | –        | –                                                        | –                                                        | –                                                        | 10     |
|        | Maurice Manificat      | 2007–     | 6         | 6        | –        | 4                                                        | 4                                                        | –                                                        | 10     |

### Ženy
| Pořadí | Závodnice                      | Kariéra   | Závod SP  | Závod SP | Závod SP | Etapa závodu SP (Nordic Opening, Tour de Ski, Finále SP) | Etapa závodu SP (Nordic Opening, Tour de Ski, Finále SP) | Etapa závodu SP (Nordic Opening, Tour de Ski, Finále SP) | Celkem |
| Pořadí | Závodnice                      | Kariéra   | Vítězství | Distance | Sprinty  | Vítězství                                                | Distance                                                 | Sprinty                                                  | Celkem |
| ------ | ------------------------------ | --------- | --------- | -------- | -------- | -------------------------------------------------------- | -------------------------------------------------------- | -------------------------------------------------------- | ------ |
| 1      | Marit Bjørgenová               | 1999–2018 | 84        | 53       | 31       | 30                                                       | 21                                                       | 9                                                        | 114    |
| 2      | Therese Johaugová              | 2007–     | 28        | 28       | –        | 25                                                       | 25                                                       | –                                                        | 53     |
| 3      | Justyna Kowalczyková           | 2001–2018 | 31        | 24       | 7        | 19                                                       | 14                                                       | 5                                                        | 50     |
| 4      | Jelena Välbeová                | 1987–1998 | 45        | 44       | 1        | –                                                        | –                                                        | –                                                        | 45     |
| 5      | Bente Skariová                 | 1992–2003 | 42        | 25       | 17       | –                                                        | –                                                        | –                                                        | 42     |
| 6      | Virpi Kuitunenová              | 1997–2010 | 20        | 13       | 7        | 7                                                        | 5                                                        | 2                                                        | 27     |
| 7      | Petra Majdičová                | 1999–2011 | 16        | 1        | 15       | 8                                                        | 2                                                        | 6                                                        | 24     |
| 8      | Stefania Belmondová            | 1989–2002 | 23        | 23       | –        | –                                                        | –                                                        | –                                                        | 23     |
|        | Stina Nilssonová               | 2012–     | 12        | 1        | 11       | 11                                                       | 4                                                        | 7                                                        | 23     |
| 10     | Larisa Lazutinová              | 1984–2002 | 21        | 21       | –        | –                                                        | –                                                        | –                                                        | 21     |
| 11     | Kateřina Neumannová            | 1992–2007 | 18        | 16       | 2        | 1                                                        | 1                                                        | –                                                        | 19     |
|        | Maiken Caspersenová Fallaová   | 2008–     | 15        | –        | 15       | 4                                                        | –                                                        | 4                                                        | 19     |
| 13     | Julija Čepalovová              | 1995–2010 | 18        | 17       | 1        | –                                                        | –                                                        | –                                                        | 18     |
| 14     | Kristina Šmigunová             | 1994–2010 | 16        | 14       | 2        | –                                                        | –                                                        | –                                                        | 16     |
|        | Ingvild Flugstadová Østbergová | 2008–     | 5         | 3        | 2        | 11                                                       | 10                                                       | 1                                                        | 16     |
| 16     | Manuela Di Centaová            | 1982–1998 | 15        | 15       | –        | –                                                        | –                                                        | –                                                        | 15     |
| 17     | Ljubov Jegorovová              | 1984–2003 | 13        | 13       | –        | –                                                        | –                                                        | –                                                        | 13     |
|        | Kikkan Randallová              | 2001–2018 | 11        | –        | 11       | 2                                                        | –                                                        | 2                                                        | 13     |
| 19     | Charlotte Kallaová             | 2006–     | 7         | 7        | –        | 5                                                        | 4                                                        | 1                                                        | 12     |
| 20     | Marja-Liisa Kirvesniemiová     | 1982–1994 | 11        | 11       | –        | –                                                        | –                                                        | –                                                        | 11     |
|        | Heidi Wengová                  | 2010–     | 4         | 4        | –        | 7                                                        | 6                                                        | 1                                                        | 11     |
| 22     | Brit Pettersenová              | 1982–1988 | 10        | 10       | –        | –                                                        | –                                                        | –                                                        | 10     |